# Palpares turcicus
Palpares turcicus (лат.) — вид сетчатокрылых насекомых из семейства муравьиных львов (Myrmeleontidae).

## Описание
Голова относительно маленькая, поставлена вертикально. По бокам головы находятся круглые глаза. Усики булавообразно утолщёны к концу. Брюшко длинное и узкое. Рисунок брюшка представлен поперечными бурыми кольцами. Ширина пронотума больше его длины. Ноги сильные. Жилкование крыльев сетчатое. Крылья широкие, с развитым тёмным сложным рисунком, образованным пятнами, с однорядным костальным полем.

## Ареал
Турция, Иран, Сирия, Армения, Азербайджан.

## Биология
Взрослые муравьиные — хищники, добычу ловят в полёте. Личинка относительно крупная, имеет бочковидное и слабо уплощённое тело. Личинки — активные хищники, сооружают характерные ловчие воронки в песчаных почвах, в которых ловят мелких насекомых и других беспозвоночных, закопавшись в песок. Пищеварение у личинок внекишечное. Окукливаются в шелковистом коконе. Куколка свободная.